# Durango (Colorado)
Durango település az Amerikai Egyesült Államok Colorado államában, La Plata megyében, melynek megyeszékhelye is. Lakosainak száma 19 071 fő (2020. április 1.).

## Népesség
A település népességének változása:
| Lakosok száma | 16 887 | 17 557 | 19 071 |
|               | 2010   | 2013   | 2020   |